# Contea di Nimba
La contea di Nimba è una delle 15 contee della Liberia. Il capoluogo è Sanniquellie, mentre tra le città più popolose troviamo Ganta.
La contea è stata istituita nel 1964 e prende il nome dalla montagna più alta del suo territorio, il monte Nimba (Neinbaa Tohn).

## Geografia antropica

### Suddivisioni amministrative
La contea è divisa in 17 distretti:
- Boe & Quilla
- Buu-Yao
- Doe
- Garr Bain
- Gbehlay-Geh
- Gbi & Doru
- Gbor
- Kparblee
- Leewehpea-Mahn
- Meinpea-Mahn
- Sanniqquellie-Mahn
- Twan River
- Wee-Gbehy-Mahn
- Yarmein
- Yarpea-Mahn
- Yarwein-Mehnsonnoh
- Zoe-Gbao